# Sajat-Nowa (wieś)
Sajat-Nowa – wieś w Armenii, w prowincji Ararat. W 2011 roku liczyła 1886 mieszkańców.